# Hamburger film sandwich
Pour plus de détails, voir Fiche technique et Distribution.
Hamburger Film Sandwich (The Kentucky Fried Movie) est un film américain réalisé par John Landis et sorti en 1977.
Il s'agit d'un film à sketches dont le fil conducteur est la parodie de films (Une poignée de yens, Il était une fois Armageddon, ...) - tous signés du réalisateur fictif Samuel L. Bronkowitz, de publicités (Sanhedrin, Willer, ...) ou encore de documentaires scolaires (L'oxyde de zinc et vous) des années 1970 avec généralement la voix d'un narrateur en toile de fond.

## Résumé
| Résumé des sketches                                                             | Résumé des sketches |
| ------------------------------------------------------------------------------- | --- |
| 11 O'Clock News (Partie 1) (:04)                                                | Un présentateur de télévision dit aux téléspectateurs du film que le pop-corn qu'ils mangent est réalisé à base d'urine. |
| Argon Oil (1:13)                                                                | Dans ce spot publicitaire, un représentant de la société Argon, affublé d'un casque de chantier argenté, explique comment Argon pallie le manque de pétrole en cherchant d'autres sources de production : les visages d'adolescents, les peignes usagés, l'huile des fast-foods ainsi qu'un gaz (très) naturel à base de haricots. |
| A.M. Today (6:05)                                                               | Un journal télévisé matinal avec des animateurs (Janice Kent et Michael Laurence) et plusieurs segments : un correspondant de presse, incapable d'entendre les animateurs, se gratte les fesses et se cure le nez devant la caméra, et un débat en studio se termine par des attaques personnelles obscènes. L'astrologue de l'émission déclare que l'astrologie est destinée à soutenir les personnes qui ne peuvent pas assumer la responsabilité de leur propre vie, elle est touchée par une flèche. Un segment animalier présente une gerbille rare suivi d'un gorille (Rick Baker). Le gorille, qui n'a pas pu s'accoupler, s'énerve progressivement sous les explications de sa dresseuse, devient fou et arrache sa chemise. Les employés du studio tentent en vain de retenir le gorille alors qu'il se déchaîne et écrase finalement la caméra. |
| La sirène (:24)                                                                 | Un jeune homme (David Zucker) pénètre dans sa voiture et une sirène se déclenche aussitôt. Après avoir fermé la porte, levé le loquet, mis sa ceinture, la sirène persiste. Il parvient à l'arrêter en fermant sa braguette qui était restée ouverte. |
| Lycéennes catholiques en chaleur (Catholic High School Girls in Trouble) (2:00) | Il s'agit d'une bande-annonce parodique d'un film de Sexploitation, dont une conversation seins nus entre trois jeunes "lycéennes catholiques" aux gros seins (Nancy Mann, Lenka Novak et Betsy Genson). Plus tard, l'école les punit pour avoir enfreint le couvre-feu en les enfermant dans une prison où elles sont déshabillées à l'exception des bas de bikini aux couleurs vives. Les poignets enchaînés au-dessus d'elles, elles font face à la caméra les seins nus alors que leur dos est fouetté par un nain en costume de clown. Dans la scène suivante, un adolescent choqué interrompt ses rapports sexuels lorsqu'il se rend compte que c'est en fait la mère de sa petite amie qui est au lit avec lui (elle annonce joyeusement à la caméra que les gens la confondent toujours avec sa fille adolescente). Une autre scène montre les gros seins d'Uschi Digard fortement caressés par un homme (avec des effets sonores de ballon grinçant) et plus tard écrasés de façon comique contre une porte de douche quand il la pénètre par derrière. Enfin, un autre adolescent découvre avec horreur que la masturbation a rendu ses mains noires. Une tarte à la crème est envoyée sur des fesses nues. Une femme topless envoie une tarte à la crème sur l'arrière-train d'un cheval. |
| Le Touchorama (Feel-A-Round) (4:52)                                             | Un jeune homme se rend dans un cinéma où est projeté le film See You Next Wednesday en « Touchorama ». Une fois installé, un homme vient se placer derrière lui et reproduit fidèlement l'action du film : il lui lance une bouffée de cigarette, l'arrose de parfum, vide de l'eau sur son pantalon, le brûle avec un chalumeau, jusqu'à ce que l'héroïne du film menace son mari avec un couteau ! Le spectateur s'en sort tout de même indemne, mais refuse de voir le film suivant, Gorge profonde. |
| Ronflex P.M. (Nytex P.M.) (:35)                                                 | Dans ce spot publicitaire, le narrateur vante les mérites d'un analgésique contre les maux de tête tandis qu'une femme tente par tous les moyens de réveiller une victime du produit (Jerry Zucker). |
| Hign Adventure (3:01)                                                           | Le présentateur Paul Burmaster reçoit l'aventurier Claude LaMont pendant qu'un micro perche se promène ostensiblement dans le champ et semble avoir sa propre personnalité dans l'indiférence des deux protagonistes. |
| 11 O'Clock News (Partie 2) (:05)                                                | Le présentateur révèle que Moscou est "en flammes" et que des missiles sont en route vers New York.... |
| Sanhedrin (Headache Clinic) (:40)                                               | Dans ce spot publicitaire, le présentateur Bill Bixby nous présente l'analgésique Sanhedrin, mis au point dans une clinique pas vraiment conventionnelle. Les scientifiques y démontrent l'efficacité de leur médicament contre les maux de tête en tapant sur la tête des gens. La publicité prétend que les gens ne sont pas affectés par la douleur. |
| Les odeurs (Household Odors) (:40)                                              | Une publicité pour un désodorisant domestique. Sans ceui-ci, une femme reçoit ses amies, qui sont aussitôt incommodées par les odeurs nauséabondes et le font savoir de diverses manières humiliantes. |
| Le sexe dans la joie (The Wonderful World of Sex) (4:55)                        | Un couple se prépare à l'acte en lançant un enregistrement d'un guide pratique pour le sexe. Après que le couple se soit déshabillé, le narrateur leur demande de s'embrasser et de commencer les préliminaires. Lorsque le jeune homme s'avère souffrir d'éjaculation précoce, l'enregistrement appelle Big Jim Slade, un culturiste « l'esclave de l'amour » qui débarque en trombe pour satisfaire la jeune femme. |
| Pour une poignée de Yen (A Fistful of Yen) (31:34)                              | Le missile nucléaire intercontinental Russe annoncé précédemment se révèle être de fabrication chinoise. Le gouvernement chinois nie toute implication. Le cerveau derrière l'attaque s'avère être un Seigneur des Ténèbres chinois nommé Dr. Klahn (Han Bong-soo). Dans une parodie d' Opération dragon, le gouvernement britannique engage Loo (Evan C. Kim (en) jouant un sosie de Bruce Lee avec la voix d'Elmer Fudd) pour pénétrer dans la forteresse du Dr Klahn et détruire son opération. Loo refuse la mission au début, mais accepte avec joie lorsqu'on lui dit qu'il peut tuer des dizaines de personnes. La forteresse est tellement organisée qu'elle a même ses propres visites guidées pour son stockage de drogues et d'armes nucléaires. Lorsque Loo est découvert alors qu'il détruit un détonateur nucléaire, il bat des vagues d'ennemis avant d'être capturé par le Dr Klahn. Le lendemain matin, Loo bat le garde du corps du Dr Klahn, Bulkus, dans un match à mort, forçant le tyran à ordonner à ses sous-fifres de tuer Loo. Pendant ce temps, Big Jim Slade apparaît et libère les prisonniers de la forteresse, qui se précipitent également pour s'engager dans la bataille. Loo affronte et tue le Dr Klahn en le faisant fondre avec un seau d'eau. Dans un hommage au Magicien d'Oz, Loo est renvoyé au Kansas après sa victoire et apprend que tout cela n'était peut-être qu'un rêve. |
| Willer (Willer Beer) (:58)                                                      | Après avoir importuné les passants durant toute la journée, des membres d'une secte Hare Krishna se rendent dans un bar pour déguster des bières Willer. |
| 11 O'Clock News (Partie 3) (:05)                                                | Les Rams sont en proie à des échappées gazeuses alors qu'un tremblement de terre secoue Los Angeles. |
| Les doigts dans le nez (Scot Free)(:58)                                         | Un spot publicitaire vantant les mérites d'un jeu de société où deux équipes s'affrontent, l'une venant d'abattre le président John F. Kennedy et devant maquiller son forfait, l'autre devant au contraire réunir toutes les preuves. |
| Il était une fois Armageddon (That's Armageddon) (2:17)                         | Une bande-annonce d'un film catastrophe « à chier dans son froc » avec en autres, Donald Sutherland en serveur maladroit et George Lazenby dans le rôle de l'architecte. |
| Le Front Unifié pour les Décédés (United Appeal for the Dead) (1:42)            | Un spot publicitaire présenté par Henry Gibson d'une association quelque peu étrange prônant le maintien des cadavres dans leur milieu familial. |
| salle d'audience ("Courtroom") (Partie 1) (4:35)                                | Reconstitution en noir et blanc d'un procès concernant un carambolage qui se déroule comme un jeu télévisé. |
| Huile Nesson (Nesson Oil) (:14)                                                 | Une publicité pour l'huile de cuisson Nesson dans laquelle une petite fille « fait cuire le chat dans de la pure huile Nesson ». |
| salle d'audience ("Courtroom") (Partie 2) (3:02)                                | Les protagonistes de procès continuent de créer des ennuis, tandis que le témoin "surprise" reconnaît le présentateur de télévision lui-même comme l'auteur de l'accident de voiture. |
| Cléopâtre Schwarz (Cleopatra Schwarz) (1:24)                                    | La bande-annonce d'un film narrant les aventures d'un couple atypique : une femme noire (Marilyn Joi) issue des quartiers difficiles et au caractère bien trempé s'allie avec un rabbin pour nettoyer la racaille, dans la veine des films de blaxploitation des années 1970, et notamment Cleopatra Jones. |
| L'oxyde de zinc et vous (Zinc Oxide And You) (1:59)                             | Un film éducatif dans lequel une ménagère s'interroge sur l'utilité de l'oxyde de zinc présenté par le narrateur. Ce dernier cite les multiples applications pratiques tandis que les objets cités disparaissent un à un de la scène, semant le désastre dans la cuisine. Entre autres choses, son soutien-gorge disparaît et ses seins s'affaissent instantanément sous sa chemise. Sa voiture traverse sa maison car elle n'a pas de freins et le stimulateur cardiaque de son mari cesse de fonctionner. Finalement, les vannes de contrôle du gaz de sa cuisinière disparaissent, sa cuisine prend feu et tout ce qui peut arrêter le feu disparaît également. Le segment se termine par une brève annonce d'un film ultérieur de la série, Reconstruire sa maison. |
| Danger Seekers (1:02)                                                           | Une parodie de la série télévisée de 1973-1974, Thrill Seekers : mécanicien d'aviation à temps partiel, Rex Kramer (Robert Starr) jure de prendre les situations les plus dangereuses possibles "pour le plaisir de l'aventure". Rex, vêtu d'un équipement de protection, marche au milieu d'un groupe d'hommes afro-américains jouant au dés dans une ruelle et crie « Nègres ! » et s'enfuit en courant, poursuivi par la meute d'hommes furieux. |
| Eyewitness News (4:24)                                                          | Un couple en train de regarder le journal télévisé commence à faire l'amour. Dans une parodie de la télévision bidirectionnelle de 1984, dès que l'homme expose les seins de la femme, le présentateur du journal télévisé se met à bégayer. Alors que l'homme exécute un cunnilingus sur la femme, l'équipe de production (Jim Abrahams, David & Jerry Zucker) se rassemble autour du présentateur pour rester bouche bée et ricaner. Ils crient quand elle atteint un orgasme, mais l'équipe s'enfuit à temps lorsque le couple s'arrête et se tourne pour regarder la télévision. Le présentateur reprend précipitamment son reportage. Le couple recommence à avoir des relations sexuelles. Cette fois la femme monte sur l'homme. L'équipe de production revient vers le présentateur. Ils partagent finalement un orgasme collectif avec la femme puis le présentateur remercie ses auditeurs pour avoir partagé un bon moment avec lui. |
| 11 O'Clock News (Partie 4) (:09)                                                | Le présentateur déclare qu'il ne porte pas de pantalon. |

## Fiche technique
Sauf indication contraire, les informations mentionnées dans cette section peuvent être confirmées par la base de données cinématographiques IMDb,  présente dans la section « Liens externes ».
- Titre français : Hamburger Film Sandwich
- Titre original : The Kentucky Fried Movie
- Réalisation : John Landis
- Scénario : ZAZ (David et Jerry Zucker et Jim Abrahams)
- Direction artistique : Rick Harvel
- Costumes : Deborah Nadoolman
- Photographie : Stephen M. Katz
- Montage : George Folsey Jr.
- Musique : Igo Kantor
- Production : Robert K. Weiss

Producteur délégué : Kim Jorgensen
Producteur associé : Larry Kostroff
- Sociétés de production : KFM Films et United Film Distribution Company
- Sociétés de distribution : United Film Distribution Company (États-Unis), Astral Films (Canada)
- Budget : 650 000 $
- Pays d'origine :  États-Unis
- Langue originale : anglais
- Format : couleur (noir et blanc pour le segment Courtroom)
- Genre : comédie à sketches
- Durée : 83 minutes
- Dates de sortie[1] : 
  - États-Unis : 10 août 1977
  - France : 6 juin 1979

## Distribution
| A.M. Today - Janice Kent : Barbara Duncan - Michael Laurence (VF : Dominique Paturel) : Frank Bowman - Larry Curran (VF : René Roussel) : Tom Leclair - Mike Hanks (VF : Bernard Woringer) : Ron Butler - William Tregoe (VF : Georges Atlas) : John Fitzsimmons - Eloise Hardt (VF : Danielle Volle) : Sheila Hamilton - Mallory Sandler : l'astrologue - Ellen Regan : Judy Morton - Rick Baker : Dino le gorille - Bill Breslau : le technicien - John Landis : le technicien qui affronte le gorille Argon - Colin Male (VF : William Sabatier) : le représentant Lycéennes catholiques en chaleur - Lenka Novak : Linda Chambers - Betsy Genson : Nancy Reems - Nancy Mann : Susan Joyce - Stephen Bishop : l'homme charmant - Gwen Van Dam (VF : Danielle Volle) : Mme Burke - Charlie Dougherty : le jeune garçon - Uschi Digard : la femme sous la douche - Michael Kearns : l'homme sous la douche - Felix Silla : le clown - Mark L. Levine : le garçon qui devient aveugle Le Touchorama - Jeff Maxwell : le jeune homme - Bruce Bronheim : l'homme qui prend le ticket - Tracy Landis : la vendeuse de confiseries - Michael Alaimo : le technicien Touchorama - Tina Louise : la femme du film (voix) - Leslie Nielsen : l'homme du film (voix) Ronflex P.M. - Jerry Zucker : l'homme endormi - Katherine Wooten : la femme Hign Adventure - Joseph G. Medalis (VF : Jacques Ebner) : Paul Burmaster - Barry Dennen (VF : René Roussel) : Claude LaMont Sanhedrin - Bill Bixby : lui-même Les odeurs - Marcy Goldman (VF : Catherine Lafond) : la maîtresse de maison - Dulcie Jordan (VF : Perrette Pradier) : la première amie - Gracia Lee (VF : Jeanine Forney) : la deuxième amie - Sheila Rogers (VF : Béatrice Delfe) : la troisième amie Le sexe dans la joie - Jack Baker : le jeune homme - Sharon Kaugh : la jeune femme - Manny Perry : Big Jim Slade Pour une poignée de yens - Eric Micklewood : Asquith - Derek Murcott (VF : Jean Berger) : Pennington - Evan C. Kim (VF : Claude Rollet) : Loo - Agneta Eckemyr (VF : Perrette Pradier) : Ming Chow - Bong Soo Han (VF : Daniel Gall) : Dr. Klahn - Ingrid Wang (VF : Catherine Lafond) : Anna Chronic (Ada Gronick) - Nathan Jung : Bulkus - Dovie Boehms : la concubine - Tony Gaznick : l'agent de la CIA | Willer - Patrick Strong : le marin - Wayne Walls : un buveur de bière - Reuben Soto : un buveur de bière - Leonny Martorada : un buveur de bière - Mike Dallbert : un buveur de bière - Richard Barrett : un buveur de bière - Jackie Kaufman : la jolie fille Les doigts dans le nez - Anna Crawford : La mère - Bob Harland : Le père - Michael Harland : Le fils - Mary Harland : La fille Il était une fois Armageddon - George Lazenby (VF : Jacques Deschamps) : l'architecte - Victoria Carroll (VF : Michèle André) : l'infirmière - Jack Roberts : le gouverneur - Jesse Emmett (VF : Dominique Collignon-Maurin) : l'assistant du gouverneur - Donald Sutherland : le serveur maladroit - Newell Alexander (VF : William Sabatier) : le chef pompier - Armand Cerami : le pompier Le Front Unifié pour les Décédés - Henry Gibson (VF : Jacques Thébault) : lui-même - Roberta Kent : Mme Hefsteder - Christopher Hanks : Johnny - Dena Boehms : la sœur Courtroom - Jim Abrahams : le présentateur - Boni Enten (VF : Perrette Pradier) : Rita Filagree - Dick Yarmy (VF : Jacques Deschamps) : Taylor - Michael McManus : Hornung - Ross Durfee (VF : Roger Lumont) : le juge - Stephen Stucker : le sténo - Tony Dow (VF : José Luccioni) : Wally - Jerry Zucker (VF : Pierre Trabaud) : Beaver - Bob Liddle : l'huissier - Charlotte Zucker : une jurée - Forrest J Ackerman : un juré - Susan Breslau : une jurée - Francie Shagin : une jurée Cléopâtre Schwarz - Marilyn Joi : Cleopatra Schwartz - Saul Kahan : Schwarz le rabbin L'oxyde de zinc et vous - Nancy Steen : la ménagère - Steve Lee : le fils - Arnold Weiss : le mari Danger Seekers - Ed Griffith : le présentateur - Robert Starr (VF : Bernard Murat) : Rex Kramer Eyewitness News - Richard Gates : le jeune homme - Tara Strohmeier : la jeune femme - Neil Thompson : le présentateur - Jim Abrahams : le premier technicien - Jerry Zucker : le troisième technicien |

## Production

### Genèse et développement
David Zucker, Jerry Zucker et Jim Abrahams démarchent plusieurs studios à Hollywood avec leur concept de film à sketches. Il est rejeté par toutes les sociétés de production car, selon elles, le public ne veut pas voir des films à sketches. Mais le trio ZAZ croit en son idée qu'ils ont bien affûtée avec leur troupe d'improvisation théâtrale Kentucky Fried Theater. Ils décident alors de développer eux-mêmes le film.
Un riche investisseur immobilier propose de financer leur film s'ils présentent un script. Après l'achèvement d'un scénario, l'homme d'affaires se rend compte qu'il ne peut financer le projet seul. Il demande aux ZAZ de tourner un segment de 10 minutes pour convaincre d'autres investisseurs. Mais lorsque les trois scénaristes lui proposent le budget pour tourner ce court métrage, il abandonne. Les scénaristes ne se découragent pas et financent eux-mêmes le test de 10 minutes pour 35 000 $, avec lequel ils prospectent à nouveau à Hollywood. Ils sont alors rejoints par le jeune réalisateur John Landis. Ils l'avaient repéré dans le Tonight Show starring Johnny Carson alors qu'il faisait la promotion de son premier long métrage, Schlock (1973). Là encore, les studios refusent le projet.
Curieux de voir comment le public percevra leur court métrage, le trio parvient à persuader un exploitant de salles, Kim Jorgenson, de le diffuser juste avant sa programmation habituelle. Kim Jorgenson le trouve hilarant et est très impressionné. Il décide de leur trouver un financement pour tourner un film complet. Un budget de 650 000 $ est alors récolté avec l'aide d'amis financeurs

### Attribution des rôles
Christopher Lee décline l'offre de tourner dans ce film, trouvant son rôle trop proche de Fu Manchu, qu'il estimait n'avoir déjà que trop joué.
David Letterman a auditionné pour le rôle du présentateur.

### Tournage
Le tournage a lieu de janvier à mars 1977 en Californie (Pasadena, South Pasadena et Los Angeles).
En raison du faible budget, certaines scènes d'intérieurs sont tournées à l'extérieur afin de profiter de la luminosité ambiante (et gratuite).

## Accueil
À sa sortie, le film reçoit des critiques partagées. Variety décrit un film avec « d'excellentes qualités de production et un esprit authentique » mais aussi un film « juvénile et insipide ». Lawrence Van Gelder, du The New York Times, écrit une critique négative dans laquelle on peut notamment lire « Beaucoup de gens aimeront probablement The Kentucky Fried Movie, tout comme ils aiment le Kentucky Fried Chicken et les hamburgers McDonald's. Mais la popularité n'est toujours pas une raison pour déifier la médiocrité ». Gene Siskel, du Chicago Tribune, note le film 2⁄4 et préfère les petits sketches car, selon lui, les segments plus longs sont moins réussis. Gary Arnold, du Washington Post, parle quant à lui d'une « anthologie satirique divertissante à succès ». Kevin Thomas, du Los Angeles Times, écrit : « Comme il est inévitable dans de telles entreprises, il y a des moments puérils, mais dans l'ensemble, Kentucky Fried Movie est, assez étonnamment, presque continuellement drôle ».
Sur l'agrégateur américain Rotten Tomatoes, il récolte 81% d'opinions favorables pour 31 critiques et une note moyenne de 6,60⁄10. Sur Metacritic, il obtient une note moyenne de 61⁄100 pour 10 critiques.
Côté box-office, le film est un succès. Produit pour seulement 650 000 $, le film récolte 7,1 millions de dollars aux Etats-Unis, ce qui en fait l'un des films les plus lucratifs des années 1970. En France, il enregistre 158 805 entrées.

## Distinction
Le film obtient le grand prix du festival du film d'humour de Chamrousse 1979[réf. nécessaire].

## Commentaires

### Clins d’œil et références
Dans le sketch A.M. Today, un gorille entend les commentaires peu flatteurs faits sur lui et enrage lorsque l'on commente sa prétendue impuissance. Cela rappelle le précédent (et premier) film du même réalisateur, Schlock, dans lequel un gorille sème la terreur dans une bourgade de Californie tout en faisant preuve d'une certaine intelligence. Il est interprété par le spécialiste des effets spéciaux Rick Baker, qui utilisa pour l'occasion le prototype qu'il avait fabriqué pour King Kong (1976).
La scène de Mme Burke, du segment Lycéennes catholiques en chaleur, fait référence à une publicité pour Grape Nuts dans laquelle un homme confond la mère de sa petite amie avec cette dernière. Par ailleurs, le nom de l'actrice de films pornographiques Linda Chambers est un mélange entre Linda Lovelace et Marilyn Chambers.
Le Touchorama est une parodie des divers modes de projection originaux qu'a connus le cinéma dans les années 1950 et qui ne survivaient parfois pas au film où ils apparaissaient. La scène principale fut tournée avec une seule caméra, ce qui ne facilita pas la synchronisation avec les paroles du film projeté. À noter une affiche de Schlock, le précédent film de John Landis, visible à l'intérieur du cinéma.
Pour Pour une poignée de yens (parodie du film Opération Dragon avec Bruce Lee), la plupart des nombreux combattants furent recrutés dans les gymnases avoisinants en raison du faible budget du film. La séquence finale où le héros se réveille au lit avec des couettes dans un univers en noir et blanc et entouré de ses proches, est une parodie de la séquence finale du Magicien d'Oz. On aperçoit même un plan (les chaussures rouges de Dorothy) tiré du film original.
Le jeu de société présenté dans la fausse publicité Les doigts dans le nez — basé sur le principe du Monopoly — est manifestement inspiré de l'assassinat de John F. Kennedy. On peut notamment y apercevoir une case Oswald House (« maison d'Oswald ») et une carte Jack Ruby Kills (« Jack Ruby tue »).
Une fausse bande-annonce du film Il était une fois Armageddon (That's Armageddon) est une parodie des films catastrophe en vogue dans les années 1970, et notamment de La Tour infernale et Tremblement de terre.
Courtroom est une parodie des séries télévisées présentant des procès fictifs de façon plus ou moins réaliste. Les personnages de Wally et Beaver sont inspirés de la série télévisée Leave It to Beaver des années 1950. Dans ce sketch, deux avocats sont nommés Hornung et Taylor. Paul Hornung et Jim Taylor étaient des joueurs des Packers de Green Bay dans les années 1950-1960.
Il est ici fait mention du film See You Next Wednesday, un running gag de la filmographie de John Landis.

### Censure
En Irlande, le segment Catholic High School Girls in Trouble est retiré de la version sortie en salles dans le pays.

### Influences et postérité
La chaîne de télévision américaine Bravo classe le film à la 87e place du classements des 100 films les plus drôles.
Le film influencera le réalisateur allemand Uwe Boll pour son premier film, intitulé German Fried Movie, sorti en 1991. L'idée du sketch Danger Seekers sera reprise par Les Inconnus dans leur sketch Ushuaïa dans son froc.
La chanson "Carioca" est possiblement reprise dans le film La Cité de la Peur en hommage à l'humour des ZAZ qui a influencé les Nuls.

### Suite?
Un autre film à sketches, Cheeseburger Film Sandwich (1987), est parfois présenté — à tort — comme une suite de ce film, tous deux étant basés sur un style similaire et John Landis ayant réalisé plusieurs sketches de ce dernier. Les deux films n'ont cependant aucun lien car Hamburger Film Sandwich et Cheeseburger Film Sandwich sont des titres choisis par les distributeurs des films en France et ne sont pas du tout les titres originaux.